# Joueur de la saison de la Ligue canadienne de hockey

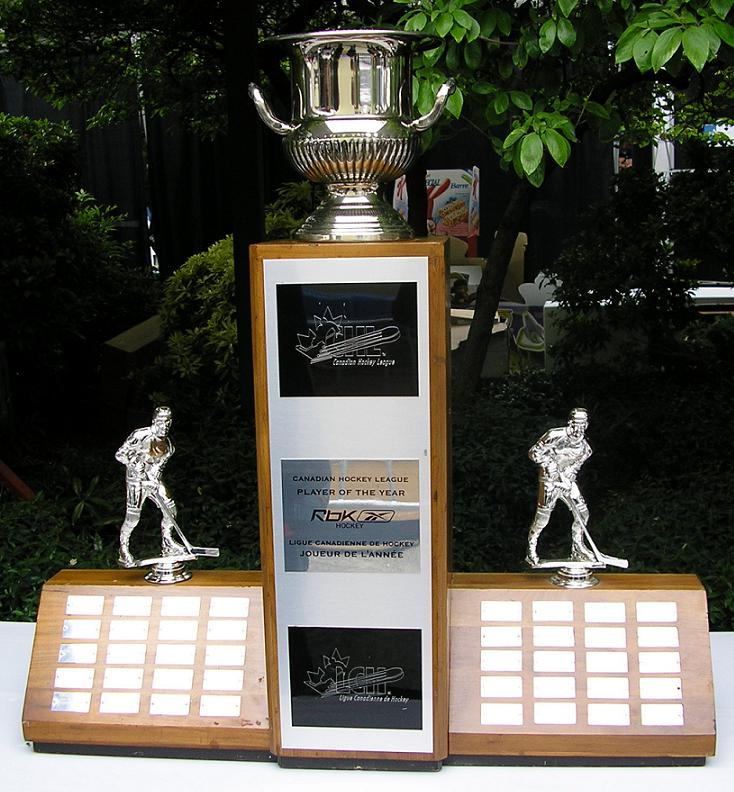
Le trophée remis au Joueur de la saison de la LCH.

Le joueur de la saison de la Ligue canadienne de hockey reçoit chaque année un prix. Le joueur est choisi parmi les vainqueurs des trophées de meilleurs joueurs des ligues régionales :
- Trophée Michel-Brière pour la Ligue de hockey junior Maritimes Québec,
- Trophée Red-Tilson pour la Ligue de hockey de l'Ontario,
- Trophée commémoratif des quatre Broncos pour la Ligue de hockey de l'Ouest.

## Vainqueur
Le centre canadien Sidney Crosby, alors sous les couleurs de l'Océanic de Rimouski, est le seul joueur à avoir remporté le trophée deux fois.
| Saison    | Récipiendaire                                               | Équipe                                                      | Ligue                                                       |                                                             |
| --------- | ----------------------------------------------------------- | ----------------------------------------------------------- | ----------------------------------------------------------- | ----------------------------------------------------------- |
| 1974-1975 | Ed Staniowski                                               | Pats de Regina                                              | LHOu                                                        |                                                             |
| 1975-1976 | Peter Lee                                                   | 67 d'Ottawa                                                 | LHO                                                         |                                                             |
| 1976-1977 | Dale McCourt                                                | Fincups de St. Catharines                                   | LHO                                                         |                                                             |
| 1977-1978 | Bobby Smith                                                 | 67 d'Ottawa                                                 | LHO                                                         |                                                             |
| 1978-1979 | Pierre Lacroix                                              | Draveurs de Trois-Rivières                                  | LHJMQ                                                       |                                                             |
| 1979-1980 | Doug Wickenheiser                                           | Pats de Regina                                              | LHOu                                                        |                                                             |
| 1980-1981 | Dale Hawerchuk                                              | Royals de Cornwall                                          | LHO                                                         |                                                             |
| 1981-1982 | Dave Simpson                                                | Knights de London                                           | LHO                                                         |                                                             |
| 1982-1983 | Pat Lafontaine                                              | Junior de Verdun                                            | LHJMQ                                                       |                                                             |
| 1983-1984 | Mario Lemieux                                               | Voisins de Laval                                            | LHJMQ                                                       |                                                             |
| 1984-1985 | Dan Hodgson                                                 | Raiders de Prince Albert                                    | LHOu                                                        |                                                             |
| 1985-1986 | Luc Robitaille                                              | Olympiques de Hull                                          | LHJMQ                                                       |                                                             |
| 1986-1987 | Rob Brown                                                   | Blazers de Kamloops                                         | LHOu                                                        |                                                             |
| 1987-1988 | Joe Sakic                                                   | Broncos de Swift Current                                    | LHOu                                                        |                                                             |
| 1988-1989 | Bryan Fogarty                                               | Thunder de Niagara Falls                                    | LHO                                                         |                                                             |
| 1989-1990 | Mike Ricci                                                  | Petes de Peterborough                                       | LHO                                                         |                                                             |
| 1990-1991 | Eric Lindros                                                | Generals d'Oshawa                                           | LHO                                                         |                                                             |
| 1991-1992 | Charles Poulin                                              | Lasers de Saint-Hyacinthe                                   | LHJMQ                                                       |                                                             |
| 1992-1993 | Pat Peake                                                   | Red Wings Junior de Détroit                                 | LHO                                                         |                                                             |
| 1993-1994 | Jason Allison                                               | Knights de London                                           | LHO                                                         |                                                             |
| 1994-1995 | David Ling                                                  | Frontenacs de Kingston                                      | LHO                                                         |                                                             |
| 1995-1996 | Christian Dubé                                              | Castors de Sherbrooke                                       | LHJMQ                                                       |                                                             |
| 1996-1997 | Alyn McCauley                                               | 67 d'Ottawa                                                 | LHO                                                         |                                                             |
| 1997-1998 | Serhiï Varlamov                                             | Broncos de Swift Current                                    | LHOu                                                        |                                                             |
| 1998-1999 | Brian Campbell                                              | 67 d'Ottawa                                                 | LHO                                                         |                                                             |
| 1999-2000 | Brad Richards                                               | Océanic de Rimouski                                         | LHJMQ                                                       |                                                             |
| 2000-2001 | Simon Gamache                                               | Foreurs de Val-d'Or                                         | LHJMQ                                                       |                                                             |
| 2001-2002 | Pierre-Marc Bouchard                                        | Saguenéens de Chicoutimi                                    | LHJMQ                                                       |                                                             |
| 2002-2003 | Corey Locke                                                 | 67 d'Ottawa                                                 | LHO                                                         |                                                             |
| 2003-2004 | Sidney Crosby                                               | Océanic de Rimouski                                         | LHJMQ                                                       |                                                             |
| 2004-2005 | Sidney Crosby                                               | Océanic de Rimouski                                         | LHJMQ                                                       |                                                             |
| 2005-2006 | Aleksandr Radoulov                                          | Remparts de Québec                                          | LHJMQ                                                       |                                                             |
| 2006-2007 | John Tavares                                                | Generals d'Oshawa                                           | LHO                                                         |                                                             |
| 2007-2008 | Justin Azevedo                                              | Rangers de Kitchener                                        | LHO                                                         |                                                             |
| 2008-2009 | Cody Hodgson                                                | Battalion de Brampton                                       | LHO                                                         |                                                             |
| 2009-2010 | Jordan Eberle                                               | Pats de Regina                                              | LHOu                                                        |                                                             |
| 2010-2011 | Ryan Ellis                                                  | Spitfires de Windsor                                        | LHO                                                         |                                                             |
| 2011-2012 | Brendan Shinnimin                                           | Americans de Tri-City                                       | LHOu                                                        |                                                             |
| 2012-2013 | Jonathan Drouin                                             | Mooseheads d'Halifax                                        | LHJMQ                                                       |                                                             |
| 2013-2014 | Anthony Mantha                                              | Foreurs de Val-d'Or                                         | LHJMQ                                                       |                                                             |
| 2014-2015 | Connor McDavid                                              | Otters d'Érié                                               | LHO                                                         |                                                             |
| 2015-2016 | Mitchell Marner                                             | Knights de London                                           | LHO                                                         |                                                             |
| 2016-2017 | Alex DeBrincat                                              | Otters d'Érié                                               | LHO                                                         |                                                             |
| 2017-2018 | Alex Barré-Boulet                                           | Armada de Blainville-Boisbriand                             | LHJMQ                                                       |                                                             |
| 2018-2019 | Alexis Lafrenière                                           | Océanic de Rimouski                                         | LHJMQ                                                       |                                                             |
| 2019-2020 | Alexis Lafrenière                                           | Océanic de Rimouski                                         | LHJMQ                                                       |                                                             |
| 2020-2021 | Saison annulée dans la LHO et séries annulées dans la LHOu. | Saison annulée dans la LHO et séries annulées dans la LHOu. | Saison annulée dans la LHO et séries annulées dans la LHOu. | Saison annulée dans la LHO et séries annulées dans la LHOu. |
| 2021-2022 | Logan Stankoven                                             | Blazers de Kamloops                                         | LHOu                                                        |                                                             |
| 2022-2023 | Connor Bedard                                               | Pats de Regina                                              | LHOu                                                        |                                                             |
| 2023-2024 | Jagger Firkus                                               | Warriors de Moose Jaw                                       | LHOu                                                        |                                                             |